# زينة الطيبي
زينة وفيق ألطيبي شهادة ماستر في التاريخ والإعلام من جامعة السوربون في باريس، متخصصة في حوار الحضارات والعلوم الاجتماعية وهي مدرسة في العلوم الجيوسياسية في جامعة كتالونيا في برشلونة. تترأس زينة الطيبي مرصد الدراسات الجيوسياسية الفرنسي في باريس. وتشارك البروفيسور شارل سان برو في إدارة مجلة «دراسات جيوسياسية». تترأس أيضا جمعية الإعلاميات العربيات في فرنسا (AFACOM). لديها العديد من المحاضرات العلمية وشاركت في عدد من المؤتمرات الدولية في بيروت والجزائر وبروكسل والقاهرة والدوحة ومراكش ومونتريال وأوتاوا وباريس والرياض وروما وتونس وغيرها. هي ابنة وفيق الطيبي.
لديها العديد من المؤلفات:
- 2001: «الفرنكوفونية وحوار الثقافات» (La Francophonie et le dialogue des cultures).
- 2002: «كيبيك أميرك بالفرنسية» (Le Québec, l’Amérique en français).
- 2004: «المملكة العربية السعودية ومحن العالم المعاصر» (إدارة مع البروفيسور شارل سان برو).
- 2005: «جيوسياسية المياه» (إدارة مع البروفيسور شارل سان برو).